# Laufwasserkraftwerk Mühlhausen
Das Laufwasserkraftwerk Mühlhausen ist ein 1921 in Betrieb genommenes Laufwasserkraftwerk in Mühlacker-Mühlhausen. Es besitzt eine elektrische Leistung von 0,82 Megawatt.
Das Laufwasserkraftwerk Mühlhausen bezieht sein Wasser durch einen 135 Meter langen Stollen, der eine Schleife der Enz an der schmalsten Stelle des umflossenen Berges durchbricht.